# Aeroportul Rumbek
Aeroportul Rumbek (IATA: RBX, ICAO: HSMK) este un aeroport din Rumbek, Statul Lacuri, Sudanul de Sud ce deservește zona Rumbek. A fost numit după zona deservită.
Situat la o altitudine de 419 m, aeroportul dispune de o singură pistă.